# Плоткин, Семён Яковлевич
Семён Яковлевич Пло́ткин (при рождении Си́мон Я́ковлевич; 23 февраля (8 марта) 1906 года, Мелитополь — 6 марта 2000 года, Москва, СССР) — советский учёный-металлург, кандидат технических наук. Видный организатор высшего образования в СССР, педагог, историк и популяризатор науки, журналист, многолетний главный редактор сборника «Вопросы истории естествознания и техники». Почётный член Международного института науки о спекании, Заслуженный работник культуры РСФСР, член Союза журналистов СССР.

## Биография
Родился в Мелитополе Таврической губернии (ныне Запорожская область Украины) 25 февраля (по старому стилю) 1906 года в семье глуховского мещанина Якова Моисеевича Плоткина и Рисель Плоткиной. Там же окончил сначала трудовую школу (1918) — начальное образование, а потом химико-технологическую профшколу (1923) - среднее профессиональное образование. Уже с 14-летнего возраста С.Я. Плоткин совмещает учёбу в профшколе с работой. У него рано обнаружились публицистические способности, он обладал, что называется, «лёгким пером», и первые его публикации появились уже в 1920 году. В Мелитопольский период жизни (до конца 1925 года) он был репортёром местных уездных газет. В дальнейшем после переезда в Москву (конец 1925 года) его тесная связь с печатью расширилась, и журналистика оставалась на протяжении всей его жизни одним из основных (а часто и основным) направлением его деятельности. В предвоенный период С.Я. Плоткин - литературный сотрудник многих периодических изданий, в том числе центральных газет и журналов.
В 1927 году С. Я. Плоткин поступил на химико-фармацевтический факультет 2-го МГУ и в 1931 году окончил уже Единый Московский Химико-технологический Институт. После окончания учёбы был оставлен в институте для преподавательской и научной работы в должности ассистента и зав. отделом редких металлов на кафедре, руководимой проф. И. Я. Башиловым.
В январе 1932 года С.Я.Плоткин был назначен директором Московского Химико-технологического Института (Приказ №44 по Единому Московскому Химико-технологическому Институту от 22 января 1932 г.) и стал таким образом самым молодым руководителем вуза в истории образования СCСР.
В период работы на этом посту определились его многосторонние способности как организатора образования и науки, учёного, журналиста. По его инициативе в институте расширились научные исследования, укрепилась связь с предприятиями, появились новые специальности, были приглашены на постоянную научно-педагогическую работу известные учёные: А. Н. Несмеянов, Г. Г. Уразов, Я. К. Сыркин, Н. А. Преображенский, Н. И. Гельперин, К. А. Большаков, Б. А. Догадкин. В то же время был сохранен цвет профессорско-преподавательского состава Высших женских курсов и 2-го МГУ: А. Н. Реформатский, А. М. Беркенгейм, И. Я. Башилов, О. Н. Цубербиллер, С. С. Наметкин, М. И. Прозин, Н. И. Краснопевцев. В эти годы сложилась уникальная научно-педагогическая школа МИТХТ, традиции которой сохранялись до недавнего времени. В 1935 г. за успешное выполнение научно-исследовательских работ институт был отмечен приказом по Наркомату тяжелой промышленности СССР, подписанным Г.К. Орджоникидзе, а ректор института награжден Почетной грамотой Комитета Всесоюзного соревнования высших школ.
В 1932 г. С.Я. Плоткин был принят в партию (тогда ВКПб), членом которой числил себя до конца жизни.
Молодой энергичный руководитель обратил на себя внимание инициативностью, широтой своих взглядов, организаторскими способностями. В конце 1937 года С.Я. Плоткин вошел в состав Всесоюзного Комитета по делам высшей школы (ВКВШ) при Совнаркоме Союза ССР на должность начальника отдела промВУЗов, а затем после преобразования ВКВШ в Министерство высшего образования СССР (1946) был назначен членом коллегии Минвуза, заместителем министра.
В этой системе С. Я. Плоткин проработал 15 лет (1932 – 1947 гг.), которые пришлись на тревожные и непростые тридцатые, тяжелейшие годы войны и трудные послевоенные годы. На протяжении всех этих лет он продолжал выступать в печати («Правда», «Известия», «Социалистическая Индустрия», «Комсомольская правда», «Наука и жизнь», «Природа») с материалами, посвященными высшей школе, науке, образованию.
Во время войны С. Я. Плоткин был уполномоченным по эвакуации ВУЗов и НИИ из прифронтовых районов на Восток – Урал, Сибирь, Казахстан, Средняя Азия, по организации их работы и размещению сотрудников и членов семей, а затем по мере освобождения оккупированных территорий – их реэвакуации. За успешное выполнение этого задания он был награжден Орденом Трудового Красного Знамени (1944 год). За пределами всех официальных обязанностей он всегда откликался на просьбы людей, оказавшихся в трудном положении эвакуированных, помогая в решении житейских и профессиональных проблем. В его архиве хранятся письма с выражением благодарности за проявленное внимание и помощь.
В 1947 году (год начала борьбы с «космополитизмом») С.Я. Плоткин был отстранен от занимаемых руководящих постов и хотя, к счастью, не оказался «в круге первом», в течение нескольких лет был лишен возможности работать в Москве. В этот период он смог закончить работу над диссертацией и работал сначала начальником цеха на Усть-Каменогорском свинцово-цинковом комбинате (Восточно-Казахстанская обл.), а затем преподавал в Тульском механическом институте. После возвращения в Москву (1954 г.) С. Я. Плоткин вернулся к научной и педагогической работе во ВНИИ твердых сплавов и в Московском институте цветных металлов и золота, а также к своему любимому делу – журналистике и историко-научной работе. Выступал как автор, соавтор и редактор, был одним из инициаторов издания журнала «Химическая наука и промышленность» (1955 год) и его научным редактором (1955 – 1959 гг.), участвовал во многих Менделеевских съездах.
С конца 1950-х годов в течение более 30 лет С. Я. Плоткин работал в Институте истории естествознания и техники АН СССР, являясь на протяжении 15 лет (1965-1979) главным редактором сборника «Вопросы естествознания и техники», и возглавлял Комиссию по истории порошковой металлургии. Был среди организаторов и участников всех Международных конгрессов историков науки. За вклад в развитие порошковой металлургии (металлокерамики) и её историографии С. Я. Плоткин был избран действительным членом, а затем почетным членом Международного института науки о спекании (1981 г.).
Большой круг интересов и обширная эрудиция во многих областях знаний определили широкий спектр публицистической деятельности С.Я. Плоткина. Его перу принадлежит 5 книг и более 300 статей, эссе, очерков и обзоров в отечественных и зарубежных изданиях по различным вопросам науки, образования, научной историографии. За многолетнюю публицистическую и редакторскую работу он был принят в члены Союза журналистов СССР (1971), а в 1978 году ему было присвоено звание Заслуженного работника культуры РСФСР.
Семён Яковлевич Плоткин был разносторонне образованным, интеллигентным, доброжелательным и отзывчивым человеком, хорошим другом. Он всегда с большой теплотой вспоминал своих учителей и коллег, МИТХТ – свою Alma Mater, которой он посвятил лучшие годы жизни. Он умер 6 марта 2000 года, не дожив 2-х дней до своего 94-летия. Похоронен на Донском кладбище в Москве.

## Награды и звания
Почётная грамота Комитета Всесоюзного соревнования высших школ (1935)
Орден Трудового Красного Знамени (1944)
Член Союза журналистов СССР (1971)
Заслуженный работник культуры РСФСР (1978)
Почётный член Международного института науки о спекании (1981)

## Избранные публикации
1. Плоткин С. (Кин). Химия молодого колхозника. — М., Л.: Молодая Гвардия, 1930. — 111 с.
2. Самсонов Г.В., Плоткин С.Я. Производство железного порошка. — М.: Государственное научно-техническое издательство, 1957. — 348 с.
3. Плоткин С.Я. Пётр Григорьевич Соболевский. — М.: Наука, 1966. — 127 с.
4. Под ред. Плоткина С.Я. Порошковая металлургия в СССР. — М.: Наука, 1986. — 295 с.